# Nyctemera fallax
Nyctemera fallax là một loài bướm đêm thuộc phân họ Arctiinae, họ Erebidae.